# Phrygiens
À ne pas confondre avec les Phryges, mascottes officielles des Jeux olympiques et paralympiques de Paris 2024.
Les Phrygiens (en grec ancien : Φρύγες, Phruges ou Phryges) sont un ancien peuple de langue indo-européenne, résidant initialement dans le sud des Balkans – selon Hérodote – sous le nom de Bryges (Briges), qu'il a changé en Phryges après leur migration définitive vers l'Anatolie, via l'Hellespont. Cependant, les origines balkaniques des Phrygiens sont débattues par les savants modernes.
La Phrygie a développé une culture sophistiquée de l'âge du bronze. 
Les origines de la musique grecque sont en partie liées à la musique phrygienne, transmise à travers les colonies grecques d'Anatolie, en particulier le mode phrygien, qui était considéré comme le style guerrier de la musique grecque antique. Selon le mythe, le phrygien Midas, le roi du « toucher d'or », a été instruit en musique par Orphée lui-même. Une autre invention musicale venue de Phrygie était l'aulos, un instrument à anche avec deux tuyaux. Dans l'iconographie grecque classique, Pâris, un prince troyen, est représenté comme non-grec par son bonnet phrygien, qui a également été porté par Mithra et a survécu dans l'imagerie moderne sous le nom de « bonnet de la liberté » des révolutionnaires américains et français.

## Histoire

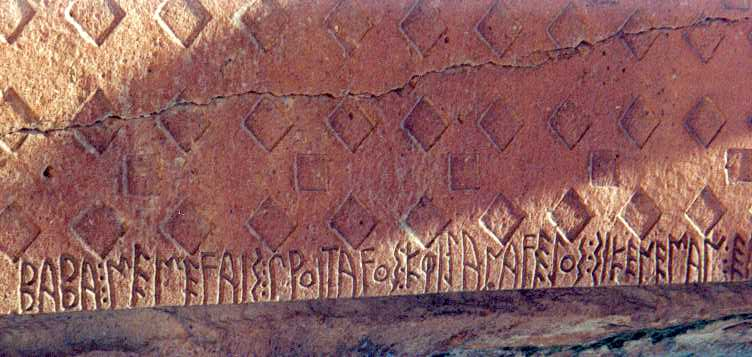
Partie (environ 70%) d'une inscription phrygienne dans la « Cité de Midas ».

La date conventionnelle de 1180 av. J.-C. est souvent utilisée pour la migration (traditionnellement de Thrace) des Bryges pré-phrygien ou Mushki, correspondant à la toute fin de l'empire hittite. Après de cette date, la Phrygie a conservé une identité culturelle distincte. À partir d'origines tribales et villageoises, l'état de Phrygie est né au VIIIe siècle av. J.-C. avec sa capitale à Gordion. Vers 690 av. J.-C., elle est envahie par les Cimmériens. La Phrygie fut brièvement conquise par sa voisine la Lydie, avant de passer successivement dans l'empire perse de Cyrus le Grand et plus tard dans l'empire d'Alexandre et de ses successeurs. Plus tard, elle a été prise par les Attalides de Pergame, et est finalement devenu une partie de l'Empire romain. La dernière mention de la langue phrygienne dans la littérature remonte au Ve siècle apr. J.-C. et elle était probablement éteinte au VIIe siècle.

### Migration
Après l'effondrement de l'empire hittite au début du XIIe siècle av. J.-C., le vide politique dans le centre-ouest de l'Anatolie est comblé par une vague de migrants indo-européens et de « peuples de la mer », dont les Phrygiens, qui établissent leur royaume avec leur capitale certainement à Gordion. On ignore actuellement si les Phrygiens ont été activement impliqués dans l'effondrement de la capitale hittite Hattusa ou s'ils se sont simplement déplacés dans le vide laissé par l'effondrement de l'hégémonie hittite. La soi-disant vaisselle à boutons faite à la main a été trouvée par des archéologues sur des sites de cette période en Anatolie occidentale. D'après les mythographes grecs, Midas avait été le roi des Phrygiens, qui s'appelaient à l'origine les Bryges (Brigi) et venaient de la partie occidentale de la Thrace archaïque ou de Macédoine. Midas a été lié au roi mushki Mita. Cependant, les origines des Mouchkis et leur lien avec les Phrygiens sont incertains. Certains érudits ont suggéré que Mita était un nom Luwien (il a été consigné en Asie Mineure au XVe siècle av. J.-C.).
Bien que la théorie de la migration soit encore défendue par de nombreux historiens modernes, la plupart des archéologues ont abandonné cette hypothèse concernant l'origine des Phrygiens en raison d'un manque de preuves archéologiques substantielles, cette théorie ne reposant que sur les récits d'Hérodote et de Xanthus,.

### VIIIeetVIIesièclesav. J.-C.

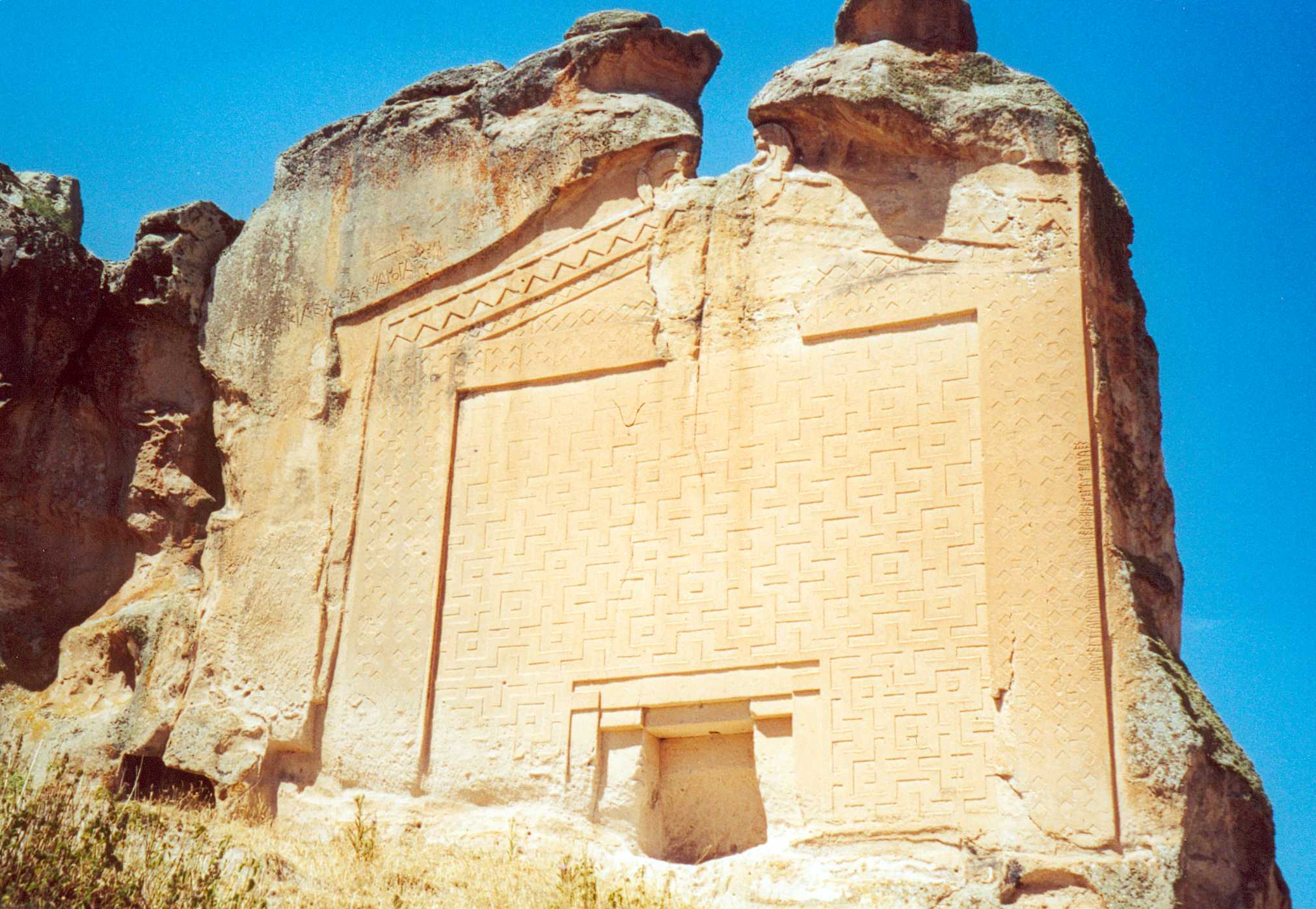
« Tombe de Midas » près d' Eskiixehir,

Les sources assyriennes du VIIIe siècle av. J.-C. parlent d'un roi Mita des Mushki, identifié au roi Midas de Phrygie. Une inscription assyrienne mentionne Mita comme alliée de Sargon d'Assyrie en 709 av. J.-C. Une poterie phrygienne distinctive appelée « vaisselle polie » apparaît au VIIIe siècle av. J.-C. Les Phrygiens fondèrent un puissant royaume qui dura jusqu'à l'ascendance lydienne (VIIe siècle av. J.-C.). Sous des rois nommés alternativement Gordias et Midas, le royaume phrygien indépendant des VIIIe et VIIe siècles av. J.-C. a maintenu des contacts commerciaux étroits avec ses voisins à l'est et les Grecs à l'ouest. La Phrygie semble avoir pu coexister avec le pouvoir dominant dans l'est de l'Anatolie à l'époque.
L'invasion de l'Anatolie à la fin du VIIIe siècle av. J.-C. au début du VIIe siècle av. J.-C. par les Cimmériens s'avéra fatale à la Phrygie indépendante. Selon la légende, la pression et les attaques cimmériennes ont abouti au suicide de son dernier roi, Midas. Gordion est tombé aux mains des Cimmériens en 696 av. J.-C. et a été mis à sac et brûlée, comme l'a rapporté beaucoup plus tard Hérodote.
Une série de fouilles a révélé Gordion comme l'un des sites archéologiques les plus notoires de Turquie. Elles confirment une destruction violente de Gordion vers 675 av. J.-C. Un tombeau de la période de Midas, communément identifié comme le « Tombeau de Midas », a révélé une structure en bois profondément enfouie sous un vaste tumulus, contenant des objets funéraires, un cercueil, des meubles et des offrandes alimentaires (Musée archéologique, Ankara). Le site de Gordion contient un programme de construction ultérieur considérable, peut-être dû à Alyattes, le roi lydien, au VIe siècle av. J.-C.
Des royaumes phrygiens mineurs ont continué d'exister après la fin de l'empire phrygien, ce qui a permis à son art et sa culture ont continué à prospérer. Les Cimmériens sont restés en Anatolie mais ne semblent pas avoir créé leur propre royaume. Les Lydiens repoussèrent les Cimmériens dans les années 620 av. J.-C., et la Phrygie fut englobée dans un empire lydien de courte durée. La partie orientale de l'ancien empire phrygien tomba aux mains des Mèdes en 585 av. J.-C.

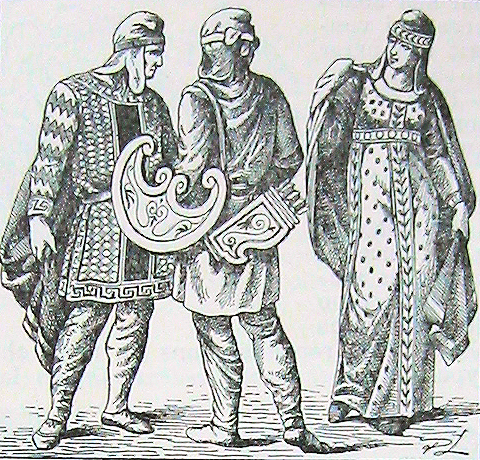
Costumes phrygiens.

### Empire lydien de Crésus
Sous le règne du roi Crésus (560-546 av. J.-C.) proverbialement riche, la Phrygie est restée une partie de l'empire lydien qui s'étendait à l'est jusqu'au fleuve Halys. Il peut y avoir un écho de conflit avec la Lydie et peut-être une référence voilée aux otages royaux, dans la légende du deux fois malchanceux Adraste, le fils du roi Gordias avec la reine Eurynome. Il tua accidentellement son frère et s'exila en Lydie, où le roi Crésus l'accueillit. Une fois de plus, Adraste a accidentellement tué le fils de Crésus puis s'est suicidé.

### Phrygie perse
Le lydien Crésus est battu par Cyrus en 546 av. J.-C. La Phrygie passe alors sous la domination perse. Darius étant devenu roi perse en 521 av. J.-C., il refait l'ancienne route commerciale dans la « Voie royale perse » et mis en place des réformes administratives dont la mise en place de satrapies (provinces). Au Ve siècle av. J.-C., la Phrygie a été séparée en deux provinces administratives, celle de la Phrygie hellespontique (ou Petite Phrygie), avec sa capitale provinciale établie à Dascylion, et la province de la Grande Phrygie.

## Culture

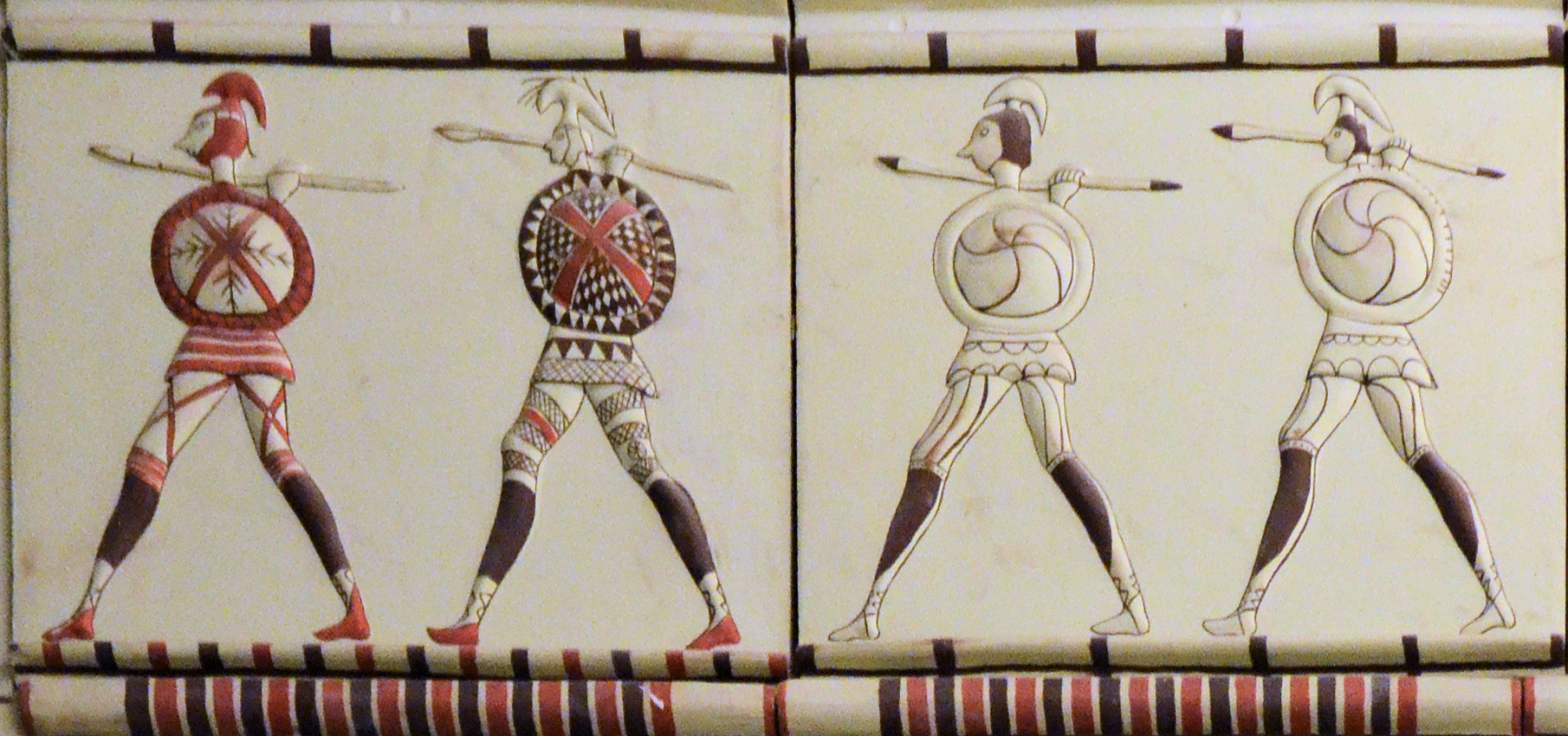
soldats phrygiens. Détail d'une reconstruction d'un édifice phrygien à Pararli, Turquie,

### Langue
Les Phrygiens parlent la langue phrygienne qui appartient à la famille linguistique indo-européenne. Le consensus moderne considère le Grec comme son plus proche parent,,,.

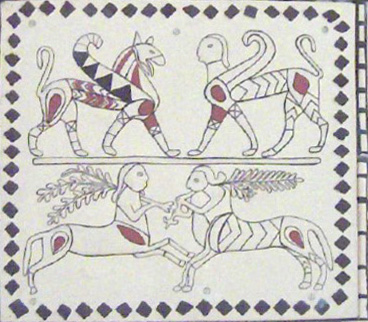
Détail d'une reconstruction d'un édifice phrygien à Pararli, Turquie, Musée des civilisations anatoliennes, Ankara : Un griffon, un sphinx et deux centaures sont présentés.

La langue phrygienne fait partie de la famille linguistique indo-européenne et sa position exacte au sein de celle-ci a été débattue en raison de la nature fragmentaire de ses preuves. Bien que d'après ce qui est disponible, il est évident que le phrygien partage des points communs importants avec le grec et l'arménien. Le phrygien fait partie du groupe Isoglosse centum-satem des langues indo-européennes. Cependant, entre le XIXe siècle et la première moitié du XXe siècle, le phrygien était principalement considéré comme une langue satəm, et donc plus proche de l'arménien et du thrace, alors qu'aujourd'hui il est communément considéré comme une langue centum et donc plus proche du grec. La raison pour laquelle dans le passé le phrygien avait l'apparence d'une langue satəm était due à deux processus secondaires qui l'affectaient. À savoir, le phrygien a fusionné l'ancien labiovélaire avec le vélaire ordinaire, et deuxièmement, au contact des voyelles palatales /e/ et /i/, surtout en position initiale, certaines consonnes sont devenues palatalisées. De plus, Kortlandt (1988) a montré des changements sonores communs du thrace et de l'arménien et leur séparation du phrygien avec le reste des langues paléo-balkaniques dès un stade précoce,.
Le consensus moderne considère le grec comme le parent le plus proche du phrygien, une position qui est soutenue par Brixhe, Neumann, Matzinger, Woodhouse, Ligorio, Lubotsky et Obrador-Cursach. De plus, 34 des 36 isoglosses phrygiennes enregistrées sont partagées avec le grec, 22 étant exclusives entre elles. Les 50 dernières années de recherche sur le Phrygien ont développé une hypothèse qui propose un stade proto gréco-phrygien à partir duquel le grec et le phrygien sont issus et si le phrygien était plus suffisamment attesté, on pourrait peut-être reconstituer cette étape,,,,.

### Archéologie
Sur la base d'un dossier archéologique extrêmement léger, certains chercheurs tels que Nicholas Hammond et Eugene N. Borza ont suggéré que les Phrygiens étaient des membres de la culture lusacienne qui a migré dans le sud des Balkans à la fin de l'âge du bronze,. Cependant, le manque de céramique occidentale (européenne) et la continuation des styles de poterie de l'effondrement de l'âge du bronze en Asie Mineure centrale, ont conduit certains archéologues à rejeter une origine balkanique ou européenne pour les Phrygiens,.

### Religion

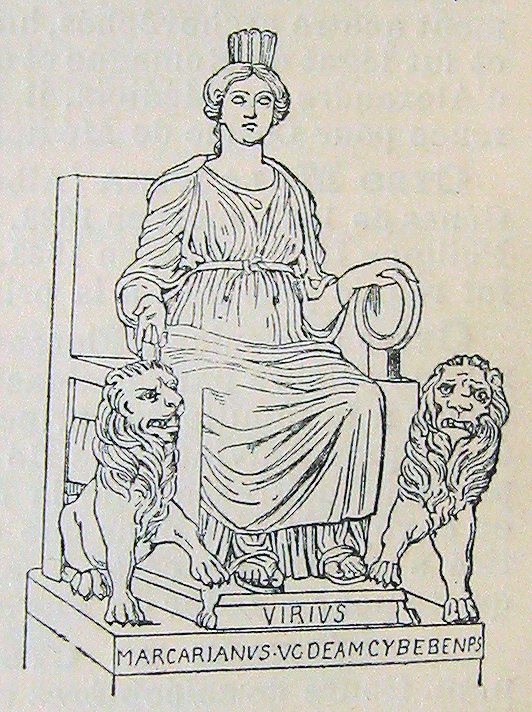
La déesse phrygienne Cybèle avec ses attributs.

La « Grande Mère », Cybèle, comme la connaissent les Grecs et les Romains, est à l'origine vénérée dans les montagnes de Phrygie, où elle est connue sous le nom de « Mère de la Montagne ». Dans sa forme phrygienne typique, elle porte une longue robe ceinturée, un polos (une haute coiffe cylindrique) et un voile couvrant tout le corps. La version ultérieure de Cybèle a été établie par un élève de Phidias, le sculpteur Agoracritos, et est devenue l'image la plus largement adoptée par les fidèles de Cybèle, tant dans le monde égéen qu'à Rome. On la voit humanisée, mais toujours sur le trône, une main posée sur un lion et l'autre tenant le tympan, un tambour à cadre circulaire, semblable à un tambourin.
Les Phrygiens vénéraient également Sabazios, le ciel et le dieu-père représenté à cheval. Bien que les Grecs associent Sabazios à Zeus, des représentations de lui, même à l'époque romaine, le montrent comme un dieu cavalier. Ses rapports avec la déesse mère indigène, dont la créature était le taureau lunaire, peuvent être vus dans la manière dont le cheval de Sabazios place un sabot sur la tête d'un taureau, dans une sculpture romaine du musée des beaux-arts de Boston.

## Récits mythologiques
Le nom du premier roi mythique connu est Nannacus (alias Annacus). Ce roi réside à Iconium, la ville la plus orientale du royaume de Phrygie à cette époque, et après sa mort, à l'âge de 300 ans, une grande inondation submergea le pays, comme l'avait prédit un ancien oracle. Le roi suivant mentionné dans les sources classiques existantes s'appelait Manis ou Masdes. Selon Plutarque, à cause de ses splendides exploits, les grandes choses étaient appelées « maniaques » en Phrygie. Par la suite, le royaume de Phrygie semble avoir été fragmenté entre différents rois. L'un des rois était Tantale qui régnait sur la région nord-ouest de la Phrygie autour du mont Sipylos. Tantale est puni éternellement dans le Tartare, car il aurait tué son fils Pélops et l'aurait offert en sacrifice aux Olympiens ; une référence à la suppression du sacrifice humain. Tantale a également été accusé injustement d'avoir volé les loteries qu'il avait inventées.

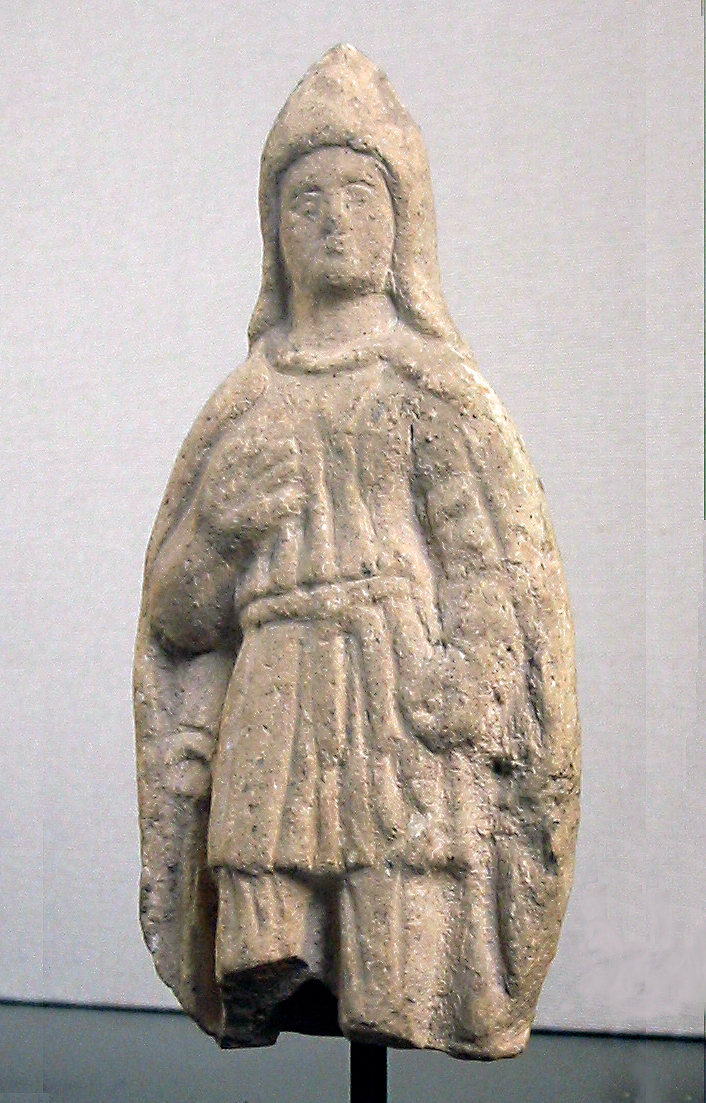
Homme en costume phrygien, période hellénistique (au, Chypre.

À l'âge mythique d'avant la guerre de Troie, pendant une période d'interrègne, Gordias, un fermier phrygien, devint roi, accomplissant une prophétie oraculaire. Les Phrygiens sans roi s'étaient tournés vers l'oracle de Sabazios (« Zeus » pour les Grecs) à Telmessos, dans la partie de la Phrygie qui devint plus tard une partie de la Galatie. L'oracle leur a  ordonné d'acclamer comme roi le premier homme qui montait jusqu’au temple du dieu dans un chariot. Cet homme était Gordias (Gordios, Gordius), un fermier, qui a consacré le char à bœufs en question, attaché à son fût avec le « Nœud Gordien ». Gordias a refondé une capitale à Gordium dans le centre-ouest de l'Anatolie, actuellement située sur l'ancienne voie ferrée qui traverse le cœur de l'Anatolie et qui était la « route royale » perse de Darius, de Pessinonte à Ankara, et non loin du fleuve Sakarya.
Plus tard, les rois mythiques de Phrygie furent alternativement nommés Gordias et Midas. Des mythes entourent le premier roi Midas. Il y en avait sept au total le reliant à un conte mythologique concernant Attis. Ce personnage obscur résidait à Pessinonte et tenta de marier sa fille au jeune Attis malgré l'opposition d'Agdestis, la déesse Cybèle. Quand Agdestis ou Cybèle apparaissent et répandent la folie sur les membres du festin de la noce, il s'ensuit un chaos qui provoque la mort de Midas.
Le célèbre roi Midas serait un fils du genre Gordios mentionné ci-dessus. Il se serait associé à Silène et à d'autres satyres ainsi qu'à Dionysos, qui lui accorda le fameux « toucher d'or ». Le mythique Midas de Thrace, accompagné d'une partie de son peuple, s'est rendu en Asie Mineure pour laver la souillure de son « toucher d'or » indésirable dans le fleuve Pactole. Laissant l'or dans les sables du fleuve, Midas se retrouve en Phrygie, où il est adopté par le roi sans enfant Gordios et placé sous la protection de Cybèle. En tant que représentant visible de Cybèle, et sous son autorité, semble-t-il, un roi phrygien pouvait désigner son successeur.
Selon l'Iliade, les Phrygiens étaient des alliés troyens pendant la guerre de Troie. La Phrygie de l'Iliade d'Homère semble se situer dans la zone qui englobe le lac Ascanien et le cours septentrional de la rivière Sangarios, et son étendue était donc beaucoup plus limitée que celle de la Phrygie classique. L'Iliade d'Homère contient également une réminiscence du roi troyen Priam, qui était venu dans sa jeunesse aider les Phrygiens contre les Amazones (Iliade 3.189). Au cours de cet épisode (une génération avant la guerre de Troie), les Phrygiens étaient dirigés par Otreus et Mygdon. Les deux semblent n'être guère plus que des éponymes : il y avait un lieu nommé Otrea sur le lac Ascanien, dans les environs de la future Nicée ; et les Mygdones étaient un peuple d'Asie Mineure, qui résidait près du lac Dascylitis (il y avait aussi une Mygdonie en Macédoine). Pendant la guerre de Troie, les Phrygiens envoyèrent des forces pour aider Troie, dirigées par Ascagne et Phorcys, les fils d'Arétaon. Asius, fils de Dymas et frère d'Hécabe, est un autre noble phrygien qui combattit devant Troie. Quintus de Smyrne mentionne un autre prince phrygien, nommé Corèbe, fils de Mygdon, qui combattit et mourut à Troie ; il avait demandé en mariage la main de la princesse troyenne Cassandre. On dit généralement que l'épouse du roi Priam, Hécube, est de naissance phrygienne, en tant que fille du roi Dymas.
La Sibylle phrygienne était la prêtresse qui présidait l'oracle apollinien de Phrygie.
Marsyas, un prêtre phrygien de Cybèle, était un satyre qui est considéré comme l'inventeur de l'aulos, qu'il a créé en utilisant le bois évidé d'un cerf. Il a imprudemment rivalisé en musique avec Apollon olympien et a inévitablement perdu, après quoi Apollon a écorché Marsyas vivant et a accroché sa peau de manière provocante sur un pin, l'arbre sacré de Cybèle.
Hérodote prétend que les prêtres d'Héphaïstos lui ont raconté une histoire selon laquelle le pharaon égyptien Psammétique avait élevé deux enfants dans l'isolement afin de retrouver la langue originale. Les enfants auraient prononcé bekos signifiant « pain » en phrygien. Il fut alors reconnu par les Égyptiens que les Phrygiens étaient une nation plus ancienne que les Égyptiens.
Flavius Josèphe prétend que les Phrygiens ont été fondés par le personnage biblique Togarma, petit-fils de Japhet et fils de Gomère : « et Thrugramma les Thrugraméens, qui, comme les Grecs l'ont résolu, ont été nommés Phrygiens ».